# G7-Gipfel in Bonn 1978

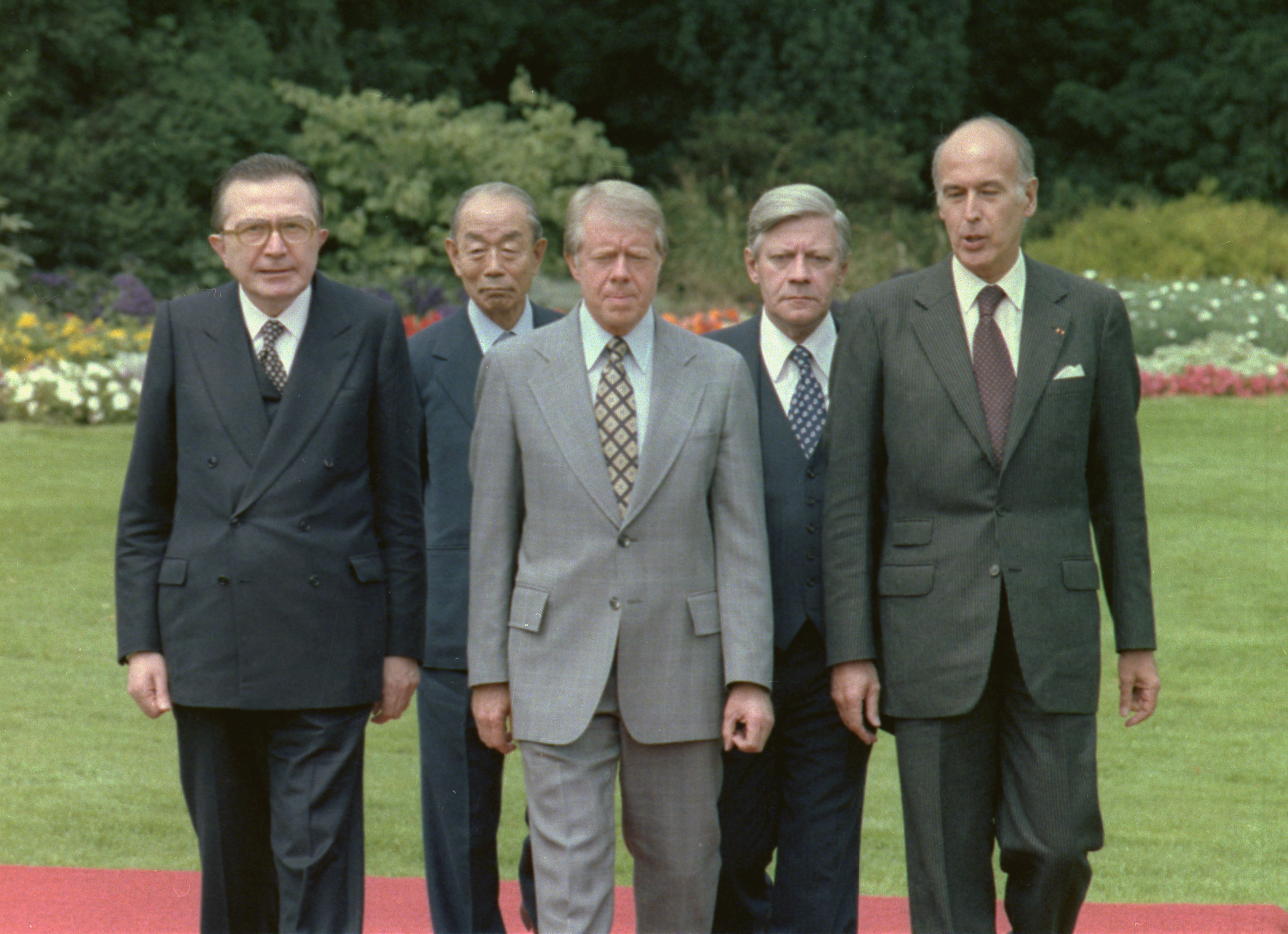
[von links nach rechts] Giulio Andreotti, Takeo Fukuda, Jimmy Carter, Helmut Schmidt und Valéry Giscard d’Estaing

Der G7-Gipfel in Bonn 1978 fand vom 16. bis 17. Juli 1978 statt. Es war die vierte Zusammenkunft der Gruppe der Sieben, außerdem war erstmals die Bundesrepublik Deutschland Gastgeber.
Hierbei wurde die Erklärung von Bonn sowie eine Erklärung zu Flugzeugentführungen ausgearbeitet. Der deutsche Bundeskanzler Helmut Schmidt und sein japanischer Kollege Takeo Fukuda kamen unter Druck durch Drängen von Seiten des US-amerikanischen Präsidenten Jimmy Carter und anderer, ihre Wirtschaft zu stimulieren, woraufhin der Gipfel Handelsverpflichtungen zur Überwindung der Schwäche der Weltkonjunktur, zur Inflationsbekämpfung und zur Sicherung der künftigen Energieversorgung (Einsparung von Öl seitens der Vereinigten Staaten) beschloss.
Tagungsort des G7-Gipfels war das zum damaligen Bundeskanzleramt gehörige Palais Schaumburg.

## Teilnehmer
| Bundesrepublik Deutschland     | Helmut Schmidt           |
| Frankreich                     | Valéry Giscard d’Estaing |
| Italien                        | Giulio Andreotti         |
| Japan                          | Takeo Fukuda             |
| Kanada                         | Pierre Elliot Trudeau    |
| Vereinigte Staaten von Amerika | Jimmy Carter             |
| Vereinigtes Königreich         | James Callaghan          |
| Europäische Gemeinschaft       | Roy Jenkins              |

## Nachweise
1. ↑  Erklärung von Bonn (PDF, 5 Seiten; 506 kB)
2. ↑  Erklärung zu Flugzeugentführungen (PDF, 4 Seiten; 499 kB)
3. ↑  Spiegel Online: Euro-Krise - Die Mär von der Überlastung Deutschlands, abgerufen: 16. Juni 2012